# Bromont

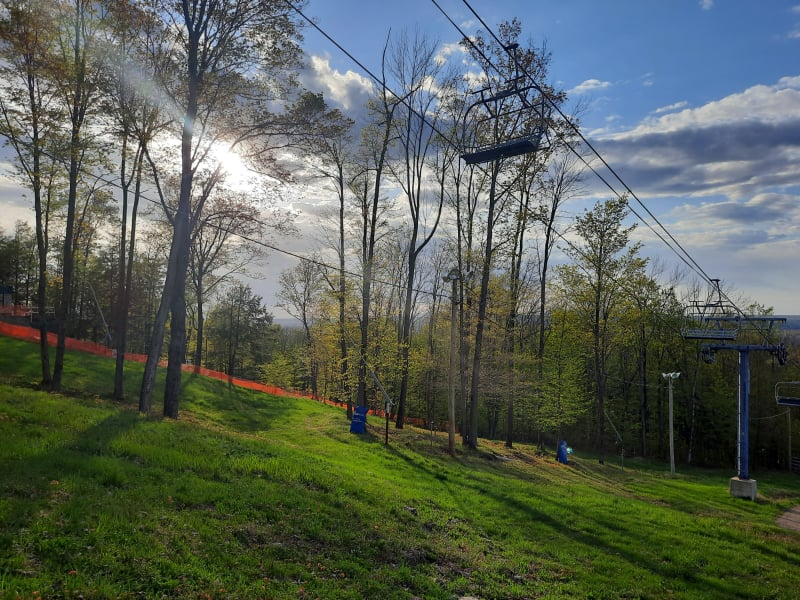
La montagne de Bromont au printemps. Marie-Laurence Bessette, 2020

Bromont est une ville située dans la MRC de Brome-Missisquoi, dans la région administrative de l’Estrie, au Québec, au Canada.
La ville se trouve à la frontière des Cantons-de-l'Est, près de l'autoroute 10, sur les rives de la rivière Yamaska et à mi-chemin entre Montréal et Sherbrooke. Fondée en 1964 au pied du mont Brome par la famille Désourdy, qui rêvait d'en faire une ville idéale pour la vie de famille, le développement de Bromont fut d'abord inspiré par le concept de cité-jardin développé par l'urbaniste anglais Ebenezer Howard. Son économie repose principalement sur le tourisme (centre de ski, clubs de golf, glissades d'eau) et la haute technologie (IBM, General Electric et Teledyne-Dalsa (en)).
De nombreux campings sont offerts aux touristes dans cette ville.
Bromont est reconnu pour avoir le domaine de ski de soirée le plus vaste en Amérique du Nord.

## Géographie
Situé entre Montréal et Sherbrooke à proximité de Granby, le territoire qu'on entend par Bromont est caractérisé par une montagne à plusieurs sommets, qu'on appelle mont Brome (ou Bromont), mont Gale et un plus petit pic, presque une colline, le mont Soleil ; le terrain autour de cette masse montagneuse est plat et vallonné par endroits; le tout est traversé par la rivière Yamaska arrivant de sa source dans le lac Brome qui est séparé de Bromont par Iron Hill et Fulford (tous deux des parties de Lac-Brome) et quitte définitivement dans Saint-Alphonse-de-Granby.
Deux lacs (Bromont et Gale) sont formés entre les pics du mont Brome. Le lac Gale, sur le mont Gale, est alimenté par des sources dans la montagne. Cette verdure est propice aux tiques. Bromont fut couronné comme étant la ville ayant le plus haut taux de diagnostics de la maladie de Lyme au Québec.
La surface du territoire est couverte de façon naturelle en majeure partie sous forme de forêt mixte (en grande partie des essences feuillus) et de prairies, qu'on exploite parfois comme pâturage ou surface agricole. On y retrouve également plus de 250 kilomètres de piste cyclable.D'autre part, la ville de Bromont contient plusieurs sentiers, autant accessibles l'hiver que l'été. En effet, ces sentiers s’étendant vers la ville et la montagne, appartiennent tous au Parc des sommets.

### Hameau
- Adamsville, village fusionné à Bromont en 1973.

## Histoire

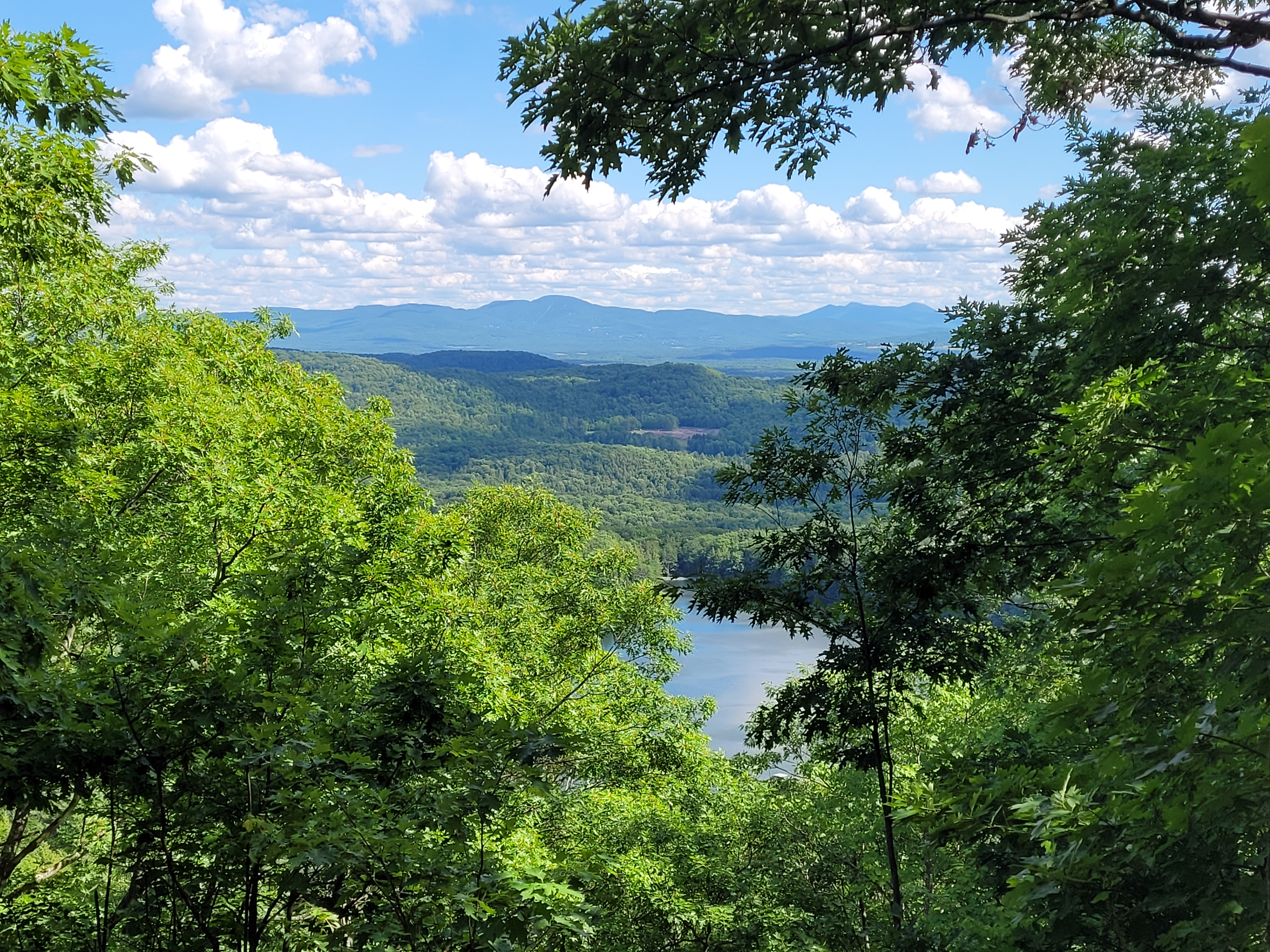
Photo prise du sommet du Mont Gale.

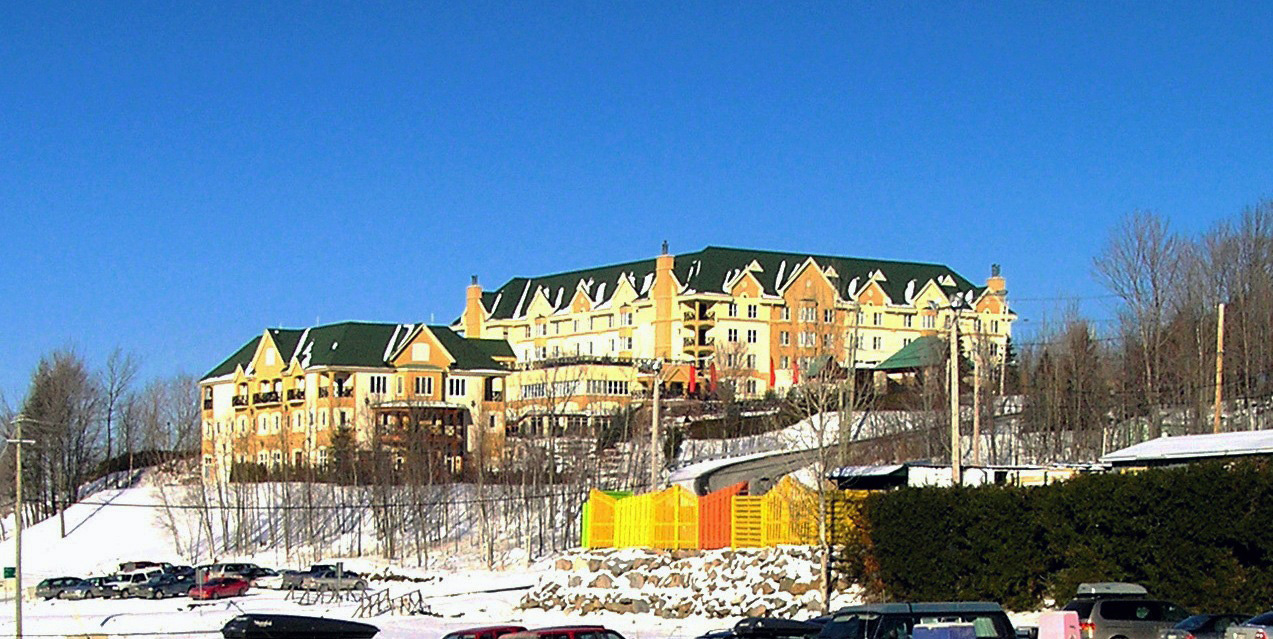
Hôtel Château-Bromont

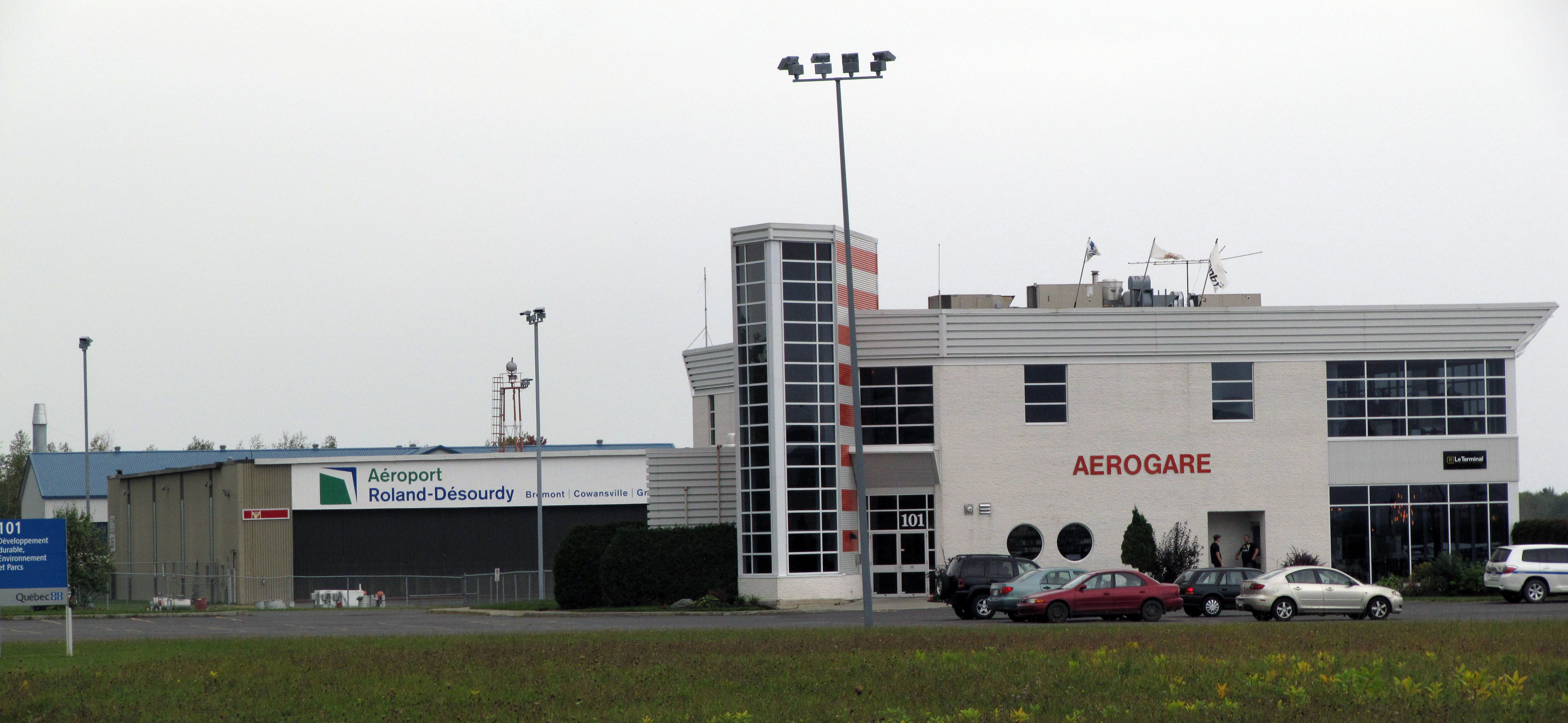
L'aéroport Roland-Désourdy

La ville de Bromont est située sur l'ancien territoire du village de West Shefford, une partie du territoire du village d'Adamsville. En 1793, John Savage, un Américain d'origine irlandaise, fut le premier habitant de la région. Le village de West Shefford fut incorporé en 1888 et Adamsville en 1916. Après avoir obtenu assez de terrain et un moulin à scie, George Adams fut le premier à s'établir sur le territoire.
Bromont fut fondée en 1964 par les frères Roland et Germain Désourdy, ce dernier ayant été maire de Bromont de 1964 à 1977.
Entre 1964 et 1974, à la suite de deux fusions (le village de West Shefford et une partie du village d'Adamsville) et douze annexions, la superficie de Bromont atteignit 108,36 km2.
Dès 1964, le centre de ski Bromont, montagne d'expérience commence a accueillir des skieurs. C'est aujourd'hui une destination quatre saisons (ski, golf, vélo, équitation, parc aquatique, base de plein air).
En 1968, on crée l'aéroport régional des Cantons-de-l'Est, aujourd'hui connu sous le nom d'aéroport Roland-Désourdy.
En 1970, IBM Canada s'installa dans le parc industriel à Bromont. Ensuite, il y eut Quali-T-Tube (1972), Teledyne Dalsa Semi-conducteur, GE Canada (1982), Hyundai (1986 à 1994), Unifix (1986), Imprimeries Quebecor (1988 à 2010), Thomas & Betts (1995) et Cogiscan (1999).
En 2012, l'Université de Sherbrooke, IBM et Teledyne-Dalsa (en) inaugurent le C2MI, un centre de recherche et développement en micro-électronique.
En 1992, Le Club de golf Royal Bromont, dessiné par l'architecte Graham Cooke, ouvre ses portes. Le restaurant Le Cellier du Roi, initialement tenu par Jérôme Ferrer sur le site du golf, propose des menus aux saveurs de la région.

### Église Saint-François-Xavier
Une chapelle de bois est d'abord construite en 1859 dans la nouvelle paroisse Saint-François-Xavier. L'église actuelle succède en 1880 à une structure recouverte de briques édifiée en 1870. Elle suit les plans de L. F. Gauthier. En 1909, le clocher, endommagé par les intempéries, est démoli et remplacé en 1916 par le clocher actuel à double clocheton. La façade suit les conventions plein cintre du style néo-roman.

Église Saint-François-Xavier
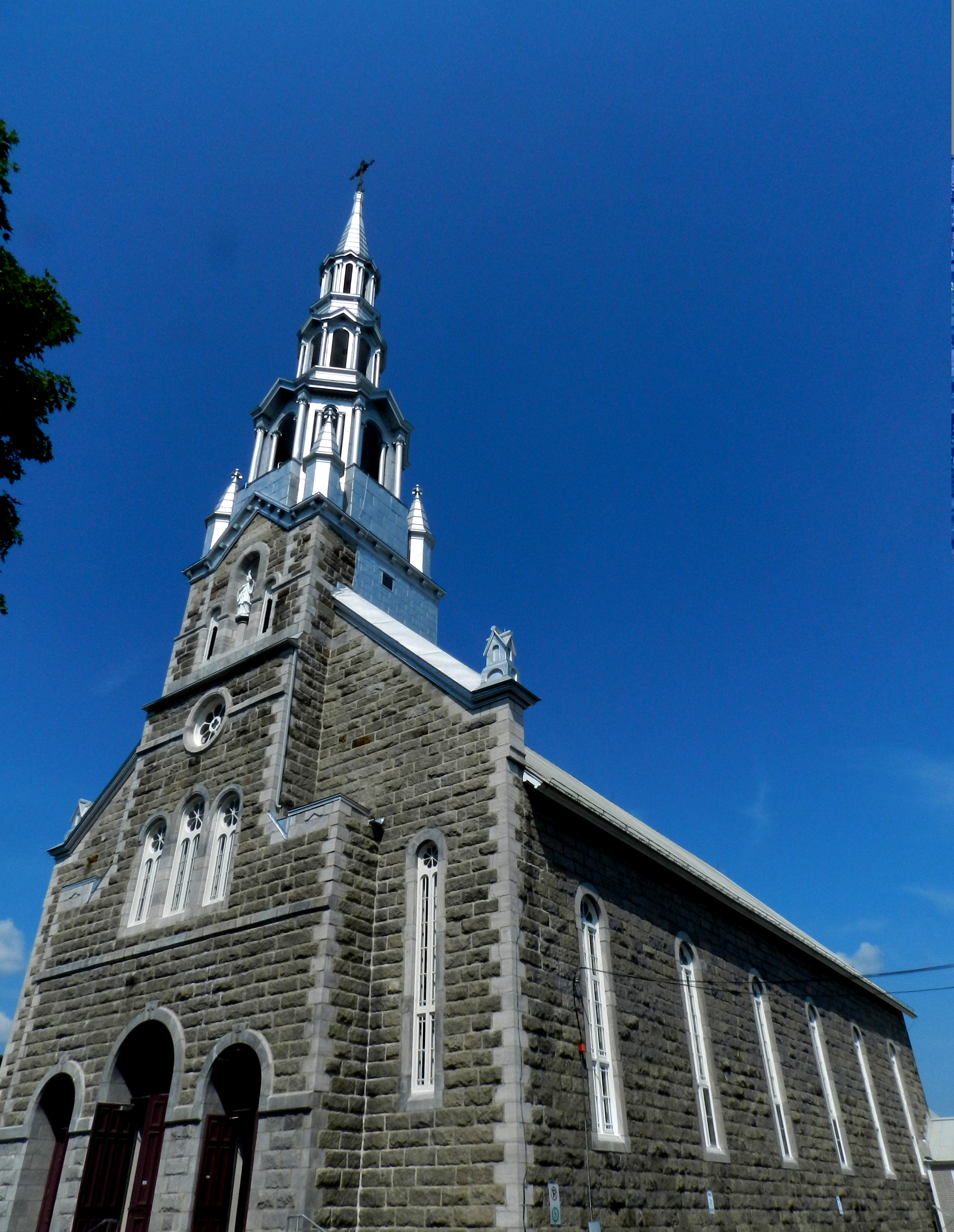
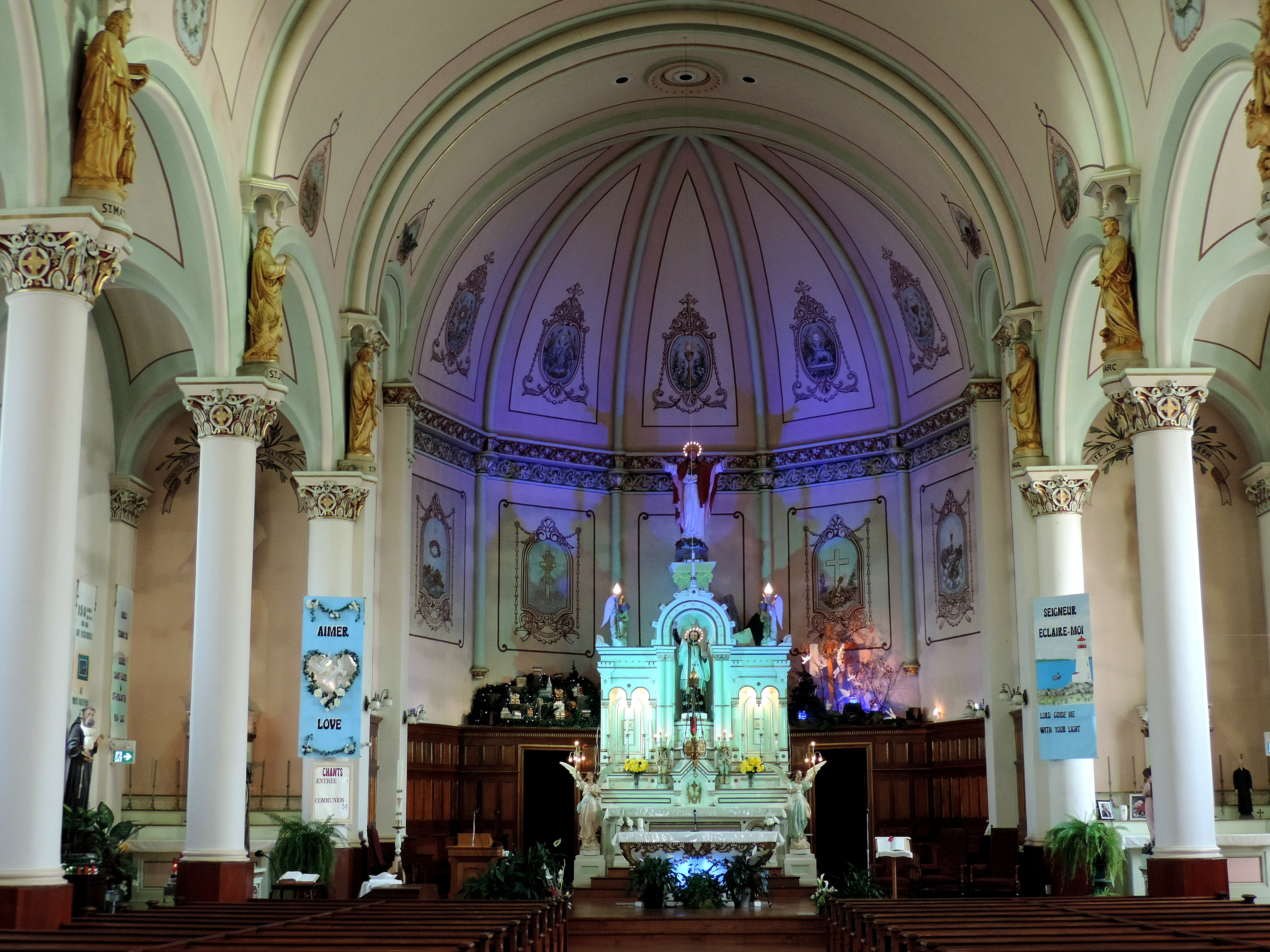
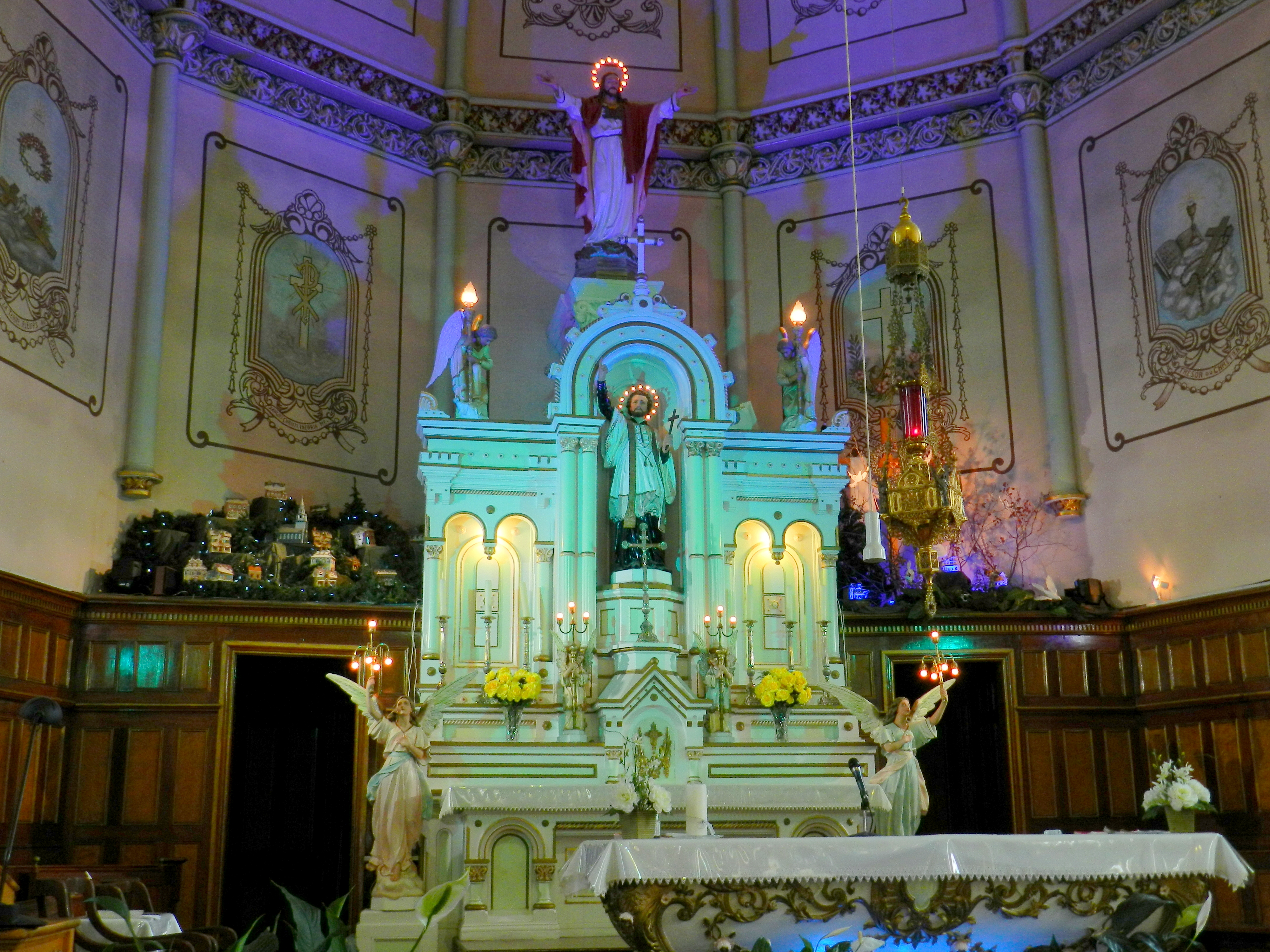
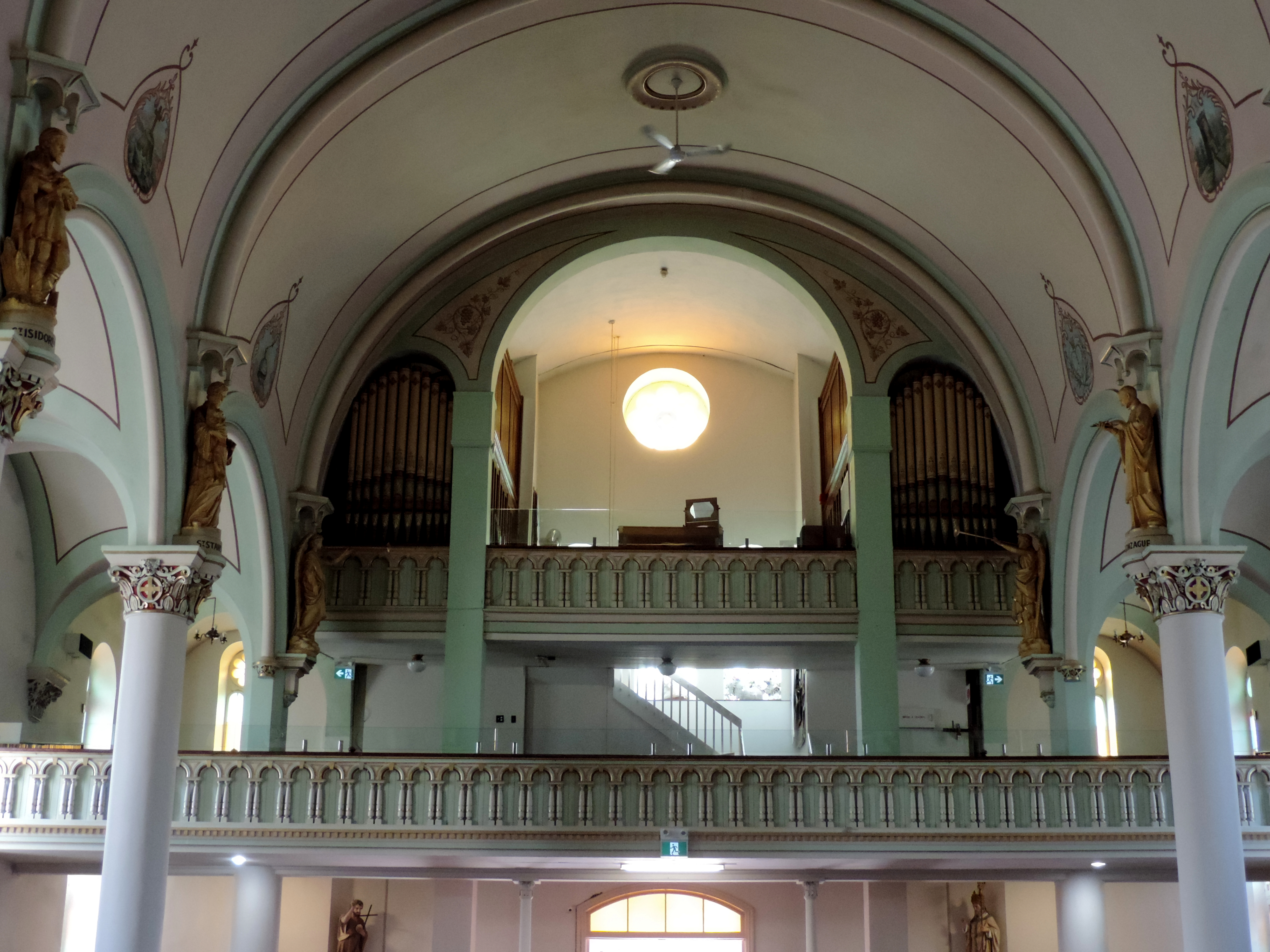
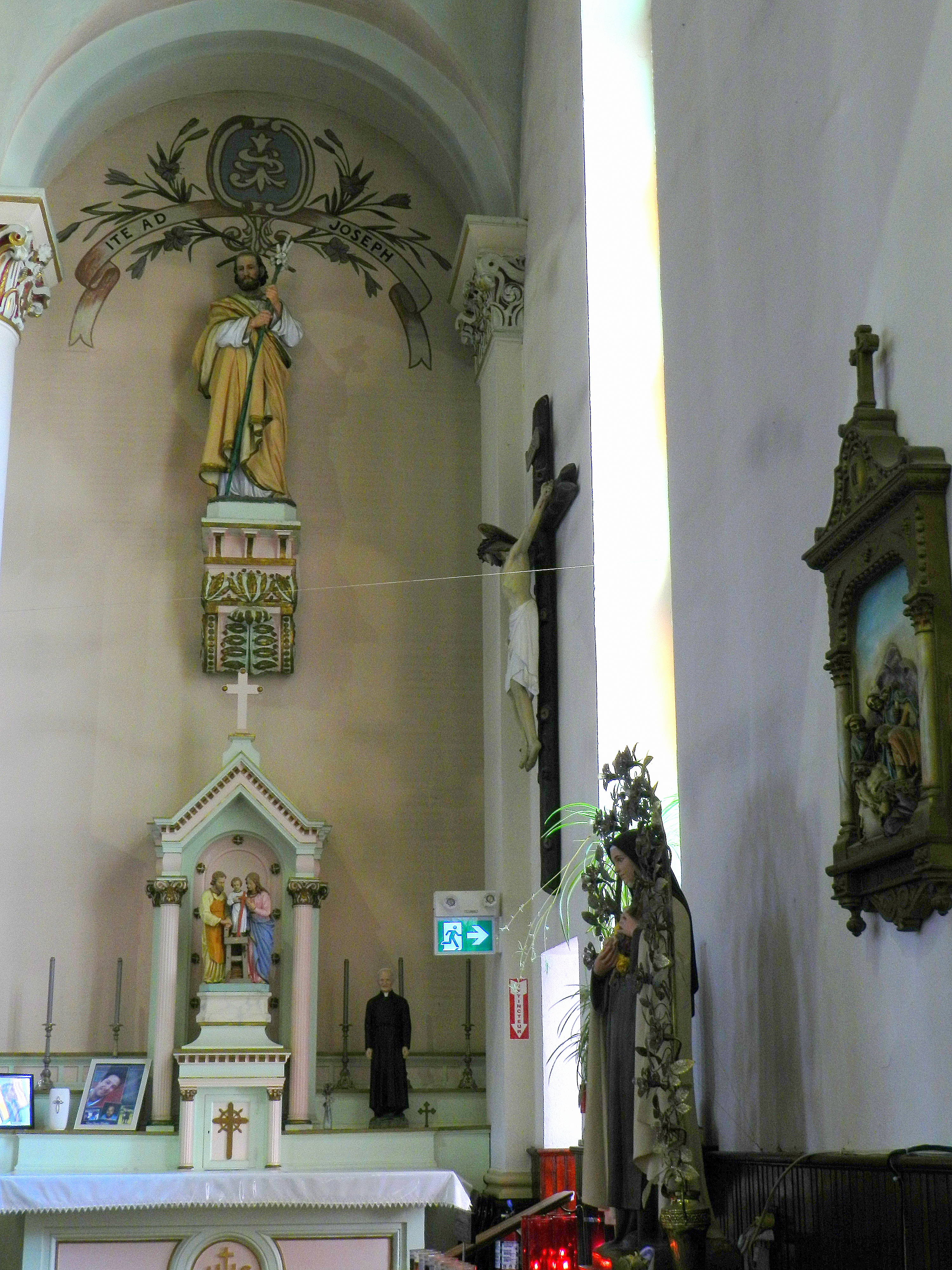

### Changement de MRC
Dans les années 2000, la ville de Bromont a cessé de participer au conseil des maires de la MRC de La Haute-Yamaska et a demandé à être intégrée à la MRC de Brome-Missisquoi. Un référendum a été organisé en janvier 2009, et 93 % des résidents ont voté en faveur du changement de comté. Après négociations avec la ministre Nathalie Normandeau, le changement de comté a été effectué officiellement en janvier 2010.

## Démographie
Le recensement de 2021 y dénombre 10 858 habitants, soit 20,1% de plus qu'en 2016.
| 1991  | 1996  | 2001  | 2006  | 2011  | 2016  | 2021   |
| ----- | ----- | ----- | ----- | ----- | ----- | ------ |
| 3 408 | 4 290 | 4 808 | 6 049 | 7 649 | 9 041 | 11 357 |

| Langue              | Population | Pct (%) |
| ------------------- | ---------- | ------- |
| Français            | 5 350      | 88,50 % |
| Anglais             | 420        | 6,95 %  |
| Français et anglais | 35         | 0,58 %  |
| Autres langues      | 240        | 3,97 %  |

## Administration
Les élections municipales se font en bloc et suivant un découpage de six districts.
| Bromont Maires depuis 2002                                                                                           |                  |         |          |
| Élection | Maire            | Qualité | Résultat |
| 2002 | Pauline Quinlan  |         | Voir     |
| 2005 | Pauline Quinlan  | Voir    |          |
| 2009 | Pauline Quinlan  | Voir    |          |
| 2013 | Pauline Quinlan  | Voir    |          |
| 2017 | Louis Villeneuve |         | Voir     |
| 2021 | Louis Villeneuve | Voir    |          |
| Élection partielle en italique Depuis 2005, les élections sont simultanées dans toutes les municipalités québécoises |                  |         |          |

### Liste des maires
| Nom               | De   | À    |
| ----------------- | ---- | ---- |
| Germain Désourdy  | 1964 | 1977 |
| Robert Leboeu     | 1977 | 1978 |
| Pierre Jacob      | 1978 | 1982 |
| Pierre Bellefleur | 1982 | 1996 |
| Robert Désourdy   | 1996 | 1998 |
| Pauline Quinlan   | 1998 | 2017 |
| Louis Villeneuve  | 2017 | ---  |

#### Comités de citoyens
La ville de Bromont compte plusieurs comités constitués de citoyens volontaires. Ces citoyens décident d'y contribuer bénévolement. On trouve un comité jeunesse, familial, sur le transport actif, de circulation, des aînés, etc.De ce fait, un comité est présent dans la ville pour ajouter des activités, de l'information ou une bonne organisation. Par exemple, le comité jeunesse, nommé les Ambassadeurs de la relève bromontoise, est constitué de quelques jeunes qui ont comme tâche bénévole de favoriser les loisirs et le divertissement des jeunes entre 13 et 24 ans.

## Économie
La municipalité comprend un carrefour touristique, un village champêtre, plusieurs quartiers occupés par des domiciles ou des commerces ainsi qu'un grand parc technologique. Beaucoup des espaces qui ne sont pas recouverts d'arbres sont cultivés, d'autres servent à soutenir de grands herbivores domestiques tels que bovins, chevaux et alpagas. Un domaine naturel instauré sur le mont Gale comporte une zone protégée, réunissant des terrains privés à des buts de conservation et de randonnée. Malgré ces efforts de conservation, une grande partie du mont Brome est exploitée de façon intensive, transformé en Bromont, montagne d'expériences, un méga complexe touristique incluant une station de sports d'hiver, un parc aquatique, des résidences secondaires de vacances et des habitations résidentielles. Depuis le début de la pandémie de COVID-19, une pénurie de main-d’œuvre sévit à Bromont. Par exemple, la station de ski est en constante recherche d'employés.
Pour la saison de glisse 2024-2025, un nouveau complexe hôtelier de 134 chambres, nommé l'Alpinn sera inauguré au pied des pentes de la station de ski de Bromont. Il s'agit d'un projet de 60 millions.
De plus, depuis 2018, la ville de Bromont rend l'expérience touristique d'autant plus intéressante dans le temps des fêtes avec le marché de Noël Festif Bromont. Durant une fin de semaine du mois de décembre, la ville organise cette activité où les gens peuvent se réunir pour traverser le marché de Noël et avoir accès à un bar à vin ainsi qu'une multitude d'autres activités comme des spectacles.
Un centre de cyclisme à Bromont reçoit une reconnaissance internationale pour l'Amérique du Nord. Plusieurs athlètes internationaux seront reçus.

## Événements
Au mois d’octobre, la station de ski Bromont organise l’événement Oktoberfest qui se déroule au pied des pentes. En 2024, lors de la 5e édition, huit microbrasseries et deux cidreries étaient présentes pour faire découvrir leurs produits. Les participants peuvent déguster ceux-ci en faisant une balade en télécabine, se rendre au belvédère au sommet de la montagne pour profiter de la vue et essayer les activités offertes tels que le mur d’escalade et le disque-golf. Des spectacles musicaux sont aussi présentés . 
En décembre, l’événement Festif Bromont propose de l’animation, dont des prestations musicales, dans le cadre de son marché de Noël. En plus des expositions des artisans locaux, une zone familiale, un atelier de décoration de biscuits et de carte de Noël, un feu de joie, une maquilleuse pour enfants et la visite du père Noël ont fait partie de la programmation de l’édition 2024 . 

## Personnalités liées
- Roland Désourdy, fondateur de la ville
- Les Jumelles Sckoropad (Fay et Audrey) sont originaires de Bromont. À 17 ans, elles animaient déjà BO2 à MusiquePlus et ont incité leur famille à opter pour un mode de vie végétarien[19].
- Maxence Parrot, snowboarder
- Frédérick Gaudreau, joueur de hockey
- Claudia Bouvette, chanteuse et actrice